# Caso Jullyene Lins
O caso Jullyene Lins foi uma alegação de agressão cometida pelo político alagoano Arthur Lira em 2006 contra sua ex-esposa, Jullyene Lins. Lira foi absolvido pelo Supremo Tribunal Federal (STF) em 2015 por falta de provas e mudança nos depoimentos, porém houve diversas irregularidades no processo, incluindo supostas ameaças feitas pelo deputado federal.
Em 2023, o caso foi investigado pela Agência Pública, e Lins afirmou para o jornal que também foi estuprada na ocasião. A matéria publicada foi censurada pelo Tribunal de Justiça do Distrito Federal e dos Territórios. Ainda, houve censura do STF em 2024 quando o caso voltou a tona, porém Alexandre de Moraes, o ministro responsável, reverteu a decisão por entender que o pedido da defesa de Lira não procedia.

## Casamento
Arthur Lira casou-se em 1996 com Jullyene Cristiane Santos Lins, com quem teve um filho, Arthur Lira Filho, e tornou-se enteado de Ana Clara Lins Rocha. O casal teve um segundo filho juntos. Separaram-se em maio de 2006. Segundo Lins, o casamento era de fachada e foi mantido até as eleições daquele ano. De acordo com Lins, Lira sempre foi “muito ciumento e possessivo” e que só foi entender muitos anos depois que estava em um relacionamento abusivo. Ainda, Lira possui uma filha fora do casamento, e contou para Lins apenas em 2006. Este teria sido o estopim para o divórcio.

## Agressão
Em 5 de novembro de 2006, por volta das 21h, Arthur Lira teria agredido sua ex-esposa no apartamento dela física e verbalmente por 40 minutos com “tapas, chutes, pancadas, foi arrastada pelos cabelos, tendo sido muito chutada no chão”, além de tê-la ameaçado de morte. O motivo teria sido a descoberta que Lins estava saindo com um amigo de Lira. Os filhos e a babá estavam em casa. A babá teria ligado para a ex-sogra de Lira que tentou parar as agressões, mas elas pararam apenas quando um tio de Lins chegou ao local. Após o ocorrido, foi feito um boletim de ocorrência e um laudo pelo Instituto Médico Legal, que concluiu que “houve ofensa à integridade corporal ou à saúde do paciente”, e que para tal foi usado “instrumento contundente”.
Em 6 de junho de 2023, Lins também o acusou em entrevista para a Agência Pública de estupro, que teria ocorrido enquanto Lira puxava seu cabelo. Ela alegou que não fez a acusação originalmente por vergonha. Em junho de 2024, Lins voltou a reiterar o estupro após Lira aceitar a PL 1904/2024, que equipara o aborto em caso de estupro ao homicídio comum, em regime de urgência.‎

## Tramitação

### Justiça comum
Em 18 de abril de 2007, Julyane Lins registrou um boletim de ocorrência contra Lira na 9ª delegacia da Polícia Civil de Maceió. Uma funcionária de Jullyene confirmou que ela estava sendo ameaçada por Lira, que lhe rendeu uma medida protetiva pelo Tribunal de Justiça de Alagoas em 18 de dezembro de 2007. A Jutiça intimou Lira diversas vezes, e chegou a decretar sua prisão por “coação no curso do processo”, o que ocorreu em 1 de abril de 2008. O caso prescreveu em 15 de setembro de 2009.

### Procuradoria-Geral da República
O caso acabou sendo encaminhado para o Supremo Tribunal Federal (STF) em abril de 2011 por Lira eleger-se em 2010, o que fez com que ganhasse foro privilegiado. Com base nas provas, o procurador-geral da República Roberto Gurgel ofereceu denúncia contra Lira em 9 de março de 2012. Durante os depoimentos, uma funcionária de Jullyene confirmou que ouviu no dia seguinte que a patroa havia sido agredida, e a babá afirmou que estava com medo por envolver-se no caso por ser um "peixe pequeno".

### Mudanças de depoimento e contestações
A versão dos fatos foi contestada pelo pai de Lira, Benedito de Lira, que afirma que "[e]la se separou e não deixa ele em paz”. Os filhos de Lins também a acusaram de estar extorquindo o pai toda a vez que ele é eleito. Arthur Lira Filho mora com o pai e Ana Clara possui cargo na Companhia Brasileira de Trens Urbanos, que, de acordo com a revista Veja, está sob influência de Lira. Eles também afirmam que não podem falar sobre as agressões pois eram muito pequenos e não se lembravam do ocorrido. Lins, em resposta, falou que os filhos passaram por "lavagem cerebral". Em 2024, Lira defendeu-se afirmando que "onde não há corpo não há crime".
Posteirormente, os advogados de Lira anexaram uma declaração da babá de que assinou o depoimento na delegacia da mulher sem ler. A mãe e irmão de Jullyene também modificaram seus depoimentos, afirmando que o casal apenas teria discutido naquela noite. Além disso, a própria Jullyene mudou seu depoimento, mas alegou posteriormente que assim o fez por ter sido ameaçada de morte e de perder a guarda dos filhos. A esposa de seu advogado de defesa também ganhou cargo no gabinete de Lira.

### Supremo Tribunal Federal
A denúncia foi aceita pelo STF em 5 de dezembro de 2012. Lira foi inocentado em 29 de setembro de 2015 pelo STF por cinco votos a três por ausência de provas, pela prescrição do crime, pela mudança dos depoimentos e pela suposta não-comprovação das lesões em contexto de violência doméstica, sendo apontado pelo ministro Teori Zavascki que elas eram leves e Jullyene as teria "inventado" para criminalizar Lira.

### Comissão Interamericana de Direitos Humanos
Em 20 de outubro de 2024, Lins iniciou uma petição para que o caso vá para a Comissão Interamericana de Direitos Humanos. Ela acusa o Estado brasileiro do crime por Lira ter usado sua posição política para silenciar a vítima. Ela pede por sua proteção, uma indenização de R$ 1 milhão, reconhecimento que o Estado falhou em protegê-la e pela criação de mecanismos para fortalecer as mulheres vítimas de abuso.

## Retirada de entrevistas
Após a finalização do caso, houve a remoção de diversas matérias jornalísticas da internet, o que foi chamado pelos veículos de notícia de censura. Em 18 de setembro de 2023, a 6ª Turma Cível do Tribunal de Justiça do Distrito Federal e dos Territórios ordenou que a Agência Pública retirasse do ar a matéria investigativa de Alice Maciel que continha entrevista onde Jullyene declarava ter sido estuprada e impediu o jornal de publicar outras matérias do mesmo teor.
Em junho de 2024, o ministro do STF Alexandre de Moraes mandou retirar uma postagem no X que acusava Lira de ser um estuprador. A postagem havia viralizado após Lira aprovar a PL 1904/2024 em regime de urgência. Um perfil com o mesmo nome voltou ao ar pouco tempo depois. Moraes também determinou que fossem retirados vídeos do YouTube postados pela Folha de S.Paulo e Mídia Ninja com entrevistas com Lins, além de reportagens do portal Terra e Brasil de Fato. No dia 19, Moares reverteu sua decisão pois a defesa de Lira pediu a retirada do material por estar sendo publicado "de forma coordenada e orgânica", o que o ministro entendeu que não procedia.